# Manfred Stern
Manfred Stern, känd bland annat som general Kleber, född 1896, död 1954, var en österrikisk kommunistisk äventyrare.
Manfred Stern deltog som frivillig för Österrike-Ungern och avancerade till kapten i österrikiska armén. Stern blev efter kriget kommunist och deltog i Béla Kuns terror i Ungern. Han kom därefter att delta i inbördesstriderna i Kina under 1920-talet, först under Zhang Xueliang och senare för kommunisterna. Därifrån kom han i stabstjänst i Sovjetunionen. Vid spanska inbördeskrigets utbrott sändes han till Spanien, där han från hösten 1936 till omkring årsskiftet 1936/1937 som högste befälhavare för Madrids försvar verksamt bidrog till att nationalisterna inte lyckades inta staden.